# Гранда Суньига, Хулио
Ху́лио Эрне́сто Гра́нда Суньи́га (исп. Julio Ernesto Granda Zúñiga; род. 25 февраля 1967) — перуанский шахматист, международный гроссмейстер (1986), один из сильнейших гроссмейстеров мира. Согласно рейтинг-листу ФИДЕ в конце 1990-х входил в сотню ведущих гроссмейстеров планеты с рейтингом 2605 (21-я позиция). Выходец из отсталой перуанской провинции, затерянной в Андах. Основная шахматная жизнь этой латиноамериканской страны сосредоточена в столице Лиме. Провинциал Гранда — самородок, практически не изучавший мировую шахматную классику и играющий «на глазок».
Избирает в основном спокойные закрытые начала — и переигрывает соперников и в атаках, и в эндшпиле, руководствуясь своим талантом и интуицией.
В конце 90-х временно отошёл от выступлений в турнирах и несколько лет занимался почти исключительно сельским хозяйством и религиозно-духовной практикой.

## Наивысшие турнирные достижения
- 1986 — Беймо — 1
- 1986 — Гавана — 1-2
- 1990 — Лион — 1
- 1990 — Барселона — 1
- 1990 — Севилья — 1
- 1992 — Нью-Йорк open — 1
- 1992 — Нью-Йорк — 1
- 1993 — Бразилиа (зональный турнир) — 1
- 1993 — Мар-дель-Плата — 1-2
- 1995 — Памплона — 1-2
- 1995 — Сан-Паулу (зональный) — 1
- 1995 — Амстердам — 1-2
- 1996 — Памплона — 1-2
- 1996 — Амстердам — 1-2 (с Иванчуком)
- 1997 — Лион — 1
- 2005 — Буэнос-Айрес (чемпионат Южной Америки) — 2

## Изменения рейтинга
| Графики недоступны из-за технических проблем. См. информацию на Фабрикаторе и на mediawiki.org. |